# Réseau agriculture durable
Le Réseau agriculture durable ou RAD est né en 1994 dans le Grand Ouest (France) sur le thème de l'élevage laitier herbager (CEDAPA[Quoi ?], système Pochon[Quoi ?]), regroupant des agriculteurs bios et non-bios issus des CIVAM et des GAB, et à propos d'une problématique de système d'exploitation performant économiquement, socialement et environnementalement[pas clair].
Aujourd'hui tête de réseau du pôle « production agricole » de la FNCIVAM, cette association regroupe environ 3 000 agriculteurs. Elle a donc aussi vocation à intégrer les formes agricoles spécifiques méditerranéennes et de moyenne montagne.
Pour le Réseau Agriculture Durable, l'agriculture durable est tout le contraire d'un modèle : elle doit apporter des réponses locales à des questions globales. L'agronomie, si souvent oubliée[Par qui ?], doit être la base de l'agriculture si l'on veut pratiquer une agriculture économe en intrants et productive. Ainsi sur des problématiques alimentaires mondiales, le réseau défend l'auto-suffisance locale et n'a pas a vocation à spécialiser l'agriculture dans une région donnée pour nourrir toute la planète (création de déséquilibres sociaux, environnementaux et économiques).
Le cahier des charges du RAD prône en 12 points, entre autres, l'interdiction des OGM, des farines animales, des hormones de croissance (interdites dans la législation française) et des antibiotiques.
Pour le réseau, la diminution des rendements est compensée par la baisse des charges[Lesquelles ?] et de la quantité de travail, une meilleure qualité, la préservation du milieu, le maintien de la biodiversité, le développement de l'emploi net d'amont en aval des filières.
Le RAD publie régulièrement de la bibliographie technique et concrète :
- La collection des "cahiers techniques" 9 numéros de 2001 à 2012,
- La collection "Pourquoi comment"